# Llençol
Un llençol, una coberta (ant. cobertura) o un tapall és una peça del llit gran. Els llençols són més grans que el llit i, per això, es poden posar sota del matalàs i mantenen la seva posició mentre s'utilitzen. La seva funció és oferir confort i higiene mentre dormim. És la peça de roba del llit que té un tacte més suau.
L'abrigall és el conjunt de llençols, flassades o cobrellits del llit.

## Tipus de llençols
- Un llençol de baix: és el llençol que es posa sota del llit i protegeix el matalàs. Pot ser estàndard o ajustable (en aquest cas, és elàstic i s'ajusta al matalàs).
- Un llençol de sobre: és el llençol que es col·loca sobre el llençol de baix i sota de la manta. Es caracteritza pel seu disseny particular, ja que un dels extrems queda a la vista.
- La coixinera: encara que no és pròpiament un llençol, la bossa que cobreix el coixí se sol vendre en conjunt amb les peces anteriors.

Els llençols es presenten en dos tipus principals: plans i ajustables. Un llençol pla és simplement un tros de tela rectangular, mentre que un llençol ajustable té quatre cantonades, i de vegades dues o quatre vores, dotades d'una cinta elàstica, i s'utilitza només com a roba interior. Un llençol ajustable també es pot fixar amb un cordó en lloc d'una cinta elàstica. El llençol de sota ajustable està dissenyat per no relliscar del matalàs mentre s'utilitza el llit. Un mètode especial de plegat i dobles conegut com a "cantonades d'hospital" s'utilitza a vegades quan el llençol de sota és pla i no ajustable.
Normalment, un llençol pla es cus per les vores per formar quatre costures. Una de les costures és més ampla que les altres tres i ajuda a col·locar correctament el llençol sobre el matalàs. La costura més ampla es troba al capçal del matalàs. A vegades, les vores no tenen costures sinó només un acabat de doblec. Quan es fa el llit, el costat estampat o amb monograma del llençol superior es pot col·locar cap amunt o cap avall, en aquest cas, la vora superior es pot doblegar cap als peus del llit perquè el patró es faci visible.

## Materials
- Cotó
- Lli
- Materials sintètics

El cotó i les teles barreja de cotó dominen el mercat, sent la barreja més comuna cotó/polièster. El cotó proporciona absorció i suavitat, mentre que el polièster fa que la tela sigui resistent i no s'arrugui fàcilment. En la majoria dels casos, els llençols d'alta qualitat es poden fer pràcticament de qualsevol material: des de cotó tovallola, que escalfa a l'hivern, fins al lli fresc i cotó egipci, que és fresc i còmode a l'estiu. El polipropilè (olefina) és un material no teixit hipoal·lergènic, produït a baix cost i generalment utilitzat en refugis d'emergència o hospitals com a cobertes d'un sol ús.

## Estampats dels llençols
- Blancs
- De colors
- Amb il·lustracions
- De quadres
- De ratlles

Com es veu, els llençols poden tenir estampats molt diferents, encara que els blancs són els més usuals i tradicionals.